# Lucyna Mrozik
Lucyna Mrozik (ur. 29 listopada 1949 w Mirosławicach, zm. 3 września 2022 w Nowym Tomyślu) – polska polityk, posłanka na Sejm PRL IX kadencji.

## Życiorys
W 1969 rozpoczęła pracę jako szlifierz-polerowacz w Fabryce Narzędzi Chirurgicznych w Nowym Tomyślu. W 1971 wstąpiła do Polskiej Zjednoczonej Partii Robotniczej. W 1982 ukończyła Średnie Studium Zawodowe. W latach 1985–1989 pełniła mandat posłanki na Sejm PRL IX kadencji z okręgu Poznań-Grunwald, zasiadając w Komisji Polityki Społecznej, Zdrowia i Kultury Fizycznej.